# Nati nel 1967/Febbraio
| Questa pagina contiene informazioni ricavate automaticamente dalle voci biografiche con l'ausilio del template Bio e di un bot. L'aggiornamento è periodico e automatico e ricostruisce completamente la pagina. Se manca una persona in questa lista, sei pregato di non aggiungerla, ma accertati piuttosto che la sua voce biografica contenga il template Bio e che i dati anagrafici siano correttamente compilati. Se il template Bio manca, inseriscilo tu stesso o, in alternativa, metti l'avviso {{tmp\|Bio}} che ne segnala la mancanza. Se i dati riportati sono sbagliati, correggi direttamente la voce biografica; le modifiche saranno visibili in questa lista entro pochi giorni. Per chiarimenti vedi il progetto biografie. La lista contiene solo le 260 persone che sono citate nell'enciclopedia e per le quali è stato implementato correttamente il template Bio. Pagina aggiornata al 2 ago 2025. |

- 1º febbraio - Meg Cabot, scrittrice statunitense
- 1º febbraio - Stéphane Cretin, ex sciatore alpino francese
- 1º febbraio - Orhun Ene, ex cestista e allenatore di pallacanestro turco
- 1º febbraio - Gabrielle Fitzpatrick, attrice australiana
- 1º febbraio - Guo Guangchang, imprenditore cinese
- 1º febbraio - Masatada Ishii, allenatore di calcio e ex calciatore giapponese
- 1º febbraio - Veronika Oberhuber, ex slittinista italiana
- 1º febbraio - Hisashi Tsuchida, allenatore di calcio e ex calciatore giapponese
- 2 febbraio - Richard Scott Bakker, scrittore canadese
- 2 febbraio - Roberto Ceriotti, attore e conduttore televisivo italiano
- 2 febbraio - Iulian Chiriță, ex calciatore rumeno
- 2 febbraio - Doc Hammer, doppiatore, musicista e sceneggiatore statunitense
- 2 febbraio - Artūrs Irbe, ex hockeista su ghiaccio e allenatore di hockey su ghiaccio lettone
- 2 febbraio - Jenny Lumet, attrice, sceneggiatrice e produttrice televisiva statunitense
- 2 febbraio - Edu Manga, ex calciatore brasiliano
- 2 febbraio - Laurent Nkunda, generale della Repubblica Democratica del Congo
- 2 febbraio - Volodymyr Obichod, ex giocatore di calcio a 5 ucraino
- 2 febbraio - Fatih Portakal, conduttore televisivo e giornalista turco
- 2 febbraio - Mergin Sina, ex cestista e allenatore di pallacanestro statunitense
- 3 febbraio - Fabrizio Bucciarelli, ex calciatore italiano
- 3 febbraio - Carlo De Bei, chitarrista, cantante e compositore italiano
- 3 febbraio - Gary di Silvestri, fondista statunitense
- 3 febbraio - Tim Flowers, allenatore di calcio e ex calciatore inglese
- 3 febbraio - Giancarlo Micheli, poeta e scrittore italiano
- 3 febbraio - Maya Okamoto, attrice, doppiatrice e cantante giapponese
- 3 febbraio - Mixu Paatelainen, allenatore di calcio e ex calciatore finlandese
- 3 febbraio - Ego Perron, politico italiano
- 3 febbraio - Andrej Razenkov, regista russo
- 3 febbraio - Aurelio Vidmar, allenatore di calcio e ex calciatore australiano
- 4 febbraio - Trond-Arne Bredesen, ex combinatista nordico norvegese
- 4 febbraio - Alejo García Pintos, attore argentino
- 4 febbraio - Adriano Graziano, mafioso italiano
- 4 febbraio - Sergej Grin'kov, pattinatore artistico su ghiaccio sovietico († 1995)
- 4 febbraio - Aliishia Kinoshita, ex velista giapponese
- 5 febbraio - Ólafur Elíasson, artista danese
- 5 febbraio - Alexandre Najjar, scrittore e avvocato libanese
- 5 febbraio - Chris Parnell, attore, doppiatore e comico statunitense
- 6 febbraio - Anita Cochran, cantautrice, produttrice discografica e chitarrista statunitense
- 6 febbraio - Enrico Deregibus, giornalista, scrittore e direttore artistico italiano
- 6 febbraio - Vladimir Frolov, generale russo († 2022)
- 6 febbraio - Vladimir Gruzdev, politico e imprenditore russo
- 6 febbraio - Marco Mazzoli, ex calciatore italiano
- 6 febbraio - Zard, cantante giapponese († 2007)
- 7 febbraio - Stjepan Andrijašević, ex calciatore croato
- 7 febbraio - Nicolae Ciucă, generale e politico rumeno
- 7 febbraio - Corrado Fantini, ex pesista italiano
- 7 febbraio - Mondo Grosso, musicista giapponese
- 7 febbraio - Ol'ga Michajlova, ex cestista russa
- 7 febbraio - Frederick Pitcher, politico nauruano
- 7 febbraio - Alexander Strehmel, allenatore di calcio e ex calciatore tedesco
- 7 febbraio - Eberhard Trautner, ex calciatore tedesco
- 8 febbraio - Michael Ansley, ex cestista statunitense
- 8 febbraio - Ladislav Beran, attore e coreografo ceco
- 8 febbraio - Kent Bergersen, allenatore di calcio e ex calciatore norvegese
- 8 febbraio - Chang Cheng-Hsien, ex giocatore di baseball taiwanese
- 8 febbraio - Rachel Cusk, scrittrice inglese
- 8 febbraio - Thierry Godard, attore francese
- 8 febbraio - Kim Sung-ryung, attrice sudcoreana
- 8 febbraio - Laurent Madouas, ex ciclista su strada francese
- 8 febbraio - Luca Marcato, allenatore di calcio e ex calciatore italiano
- 8 febbraio - Lorenzo Minotti, dirigente sportivo e ex calciatore italiano
- 8 febbraio - Simon Ratcliffe, ex calciatore inglese
- 8 febbraio - Sherie Rene Scott, attrice, cantante e librettista statunitense
- 8 febbraio - Silvio Vella, allenatore di calcio e ex calciatore maltese
- 8 febbraio - Virginijus Šeškus, allenatore di pallacanestro lituano
- 9 febbraio - Gaston Browne, politico antiguo-barbudano
- 9 febbraio - Franco Ceccuzzi, politico italiano
- 9 febbraio - Oleg Denisov, ex giocatore di calcio a 5 russo
- 9 febbraio - Claire Fuller, scrittrice britannica
- 9 febbraio - Chris Kappler, cavaliere statunitense
- 9 febbraio - Venus Lacy, ex cestista statunitense
- 9 febbraio - Nicholas Sadler, attore statunitense
- 10 febbraio - Per Blohm, ex calciatore svedese
- 10 febbraio - Maria Rosa Candido, pattinatrice di short track italiana († 1993)
- 10 febbraio - Rini Coolen, dirigente sportivo, allenatore di calcio e ex calciatore olandese
- 10 febbraio - Laura Dern, attrice statunitense
- 10 febbraio - Germano Di Mattia, attore italiano
- 10 febbraio - Jacky Durand, ex ciclista su strada francese
- 10 febbraio - Ivan Francescato, rugbista a 15 italiano († 1999)
- 10 febbraio - Vince Gilligan, sceneggiatore, produttore televisivo e regista statunitense
- 10 febbraio - Lilia Izquierdo, ex pallavolista cubana
- 10 febbraio - Mike Jones, ex cestista statunitense
- 10 febbraio - Kazuaki Koezuka, ex calciatore giapponese
- 10 febbraio - Raúl Merlo, ex cestista argentino
- 10 febbraio - Fulvio Pea, allenatore di calcio e dirigente sportivo italiano
- 10 febbraio - David Pham, giocatore di poker vietnamita
- 10 febbraio - Ian Rowling, ex canoista australiano
- 10 febbraio - Diego Zanin, allenatore di calcio e ex calciatore italiano
- 11 febbraio - Gianluca Belardi, attore, autore televisivo e scrittore italiano
- 11 febbraio - Uwe Daßler, ex nuotatore tedesco
- 11 febbraio - Jacob Ewane, ex calciatore camerunese
- 11 febbraio - Ciro Ferrara, allenatore di calcio e ex calciatore italiano
- 11 febbraio - Ladislav Lubina, hockeista su ghiaccio ceco († 2021)
- 11 febbraio - Dyron Nix, cestista statunitense († 2013)
- 11 febbraio - Amedeo Pomilio, ex pallanuotista e allenatore di pallanuoto italiano
- 11 febbraio - Luca Servino, scenografo italiano
- 12 febbraio - Anna Rita Angotzi, ex velocista italiana
- 12 febbraio - Carlos Floriano, politico spagnolo
- 12 febbraio - Anthony Dean Griffey, tenore statunitense
- 12 febbraio - Hermione Norris, attrice britannica
- 12 febbraio - Alberto Otárola, avvocato e politico peruviano
- 12 febbraio - Anita Wachter, ex sciatrice alpina austriaca
- 13 febbraio - Abdullah bin Nasser bin Abdullah Al Ahmed Al Thani, imprenditore e dirigente sportivo qatariota
- 13 febbraio - Maite Carpio, giornalista, regista e produttrice cinematografica spagnola
- 13 febbraio - Carolyn Lawrence, attrice e doppiatrice statunitense
- 13 febbraio - Arik Marshall, chitarrista statunitense
- 13 febbraio - Tadayuki Okada, pilota motociclistico giapponese
- 13 febbraio - Roberta Postiglione, ex cestista italiana
- 13 febbraio - Ross Robinson, produttore discografico statunitense
- 13 febbraio - Stanimir Stoilov, allenatore di calcio e ex calciatore bulgaro
- 14 febbraio - Kelly AuCoin, attore statunitense
- 14 febbraio - Elena Conti, biochimica italiana
- 14 febbraio - Marc Dal Maso, ex rugbista a 15 e allenatore di rugby a 15 francese
- 14 febbraio - Karen Dior, attrice, regista e scrittrice statunitense († 2004)
- 14 febbraio - Rod Dreher, scrittore e critico cinematografico statunitense
- 14 febbraio - Stelios Haji-Ioannou, imprenditore greco
- 14 febbraio - Manuela Maleeva, ex tennista bulgara
- 14 febbraio - Bernie Moreno, politico e imprenditore statunitense
- 14 febbraio - Jon Ridgeon, ex ostacolista britannico
- 14 febbraio - Mark Rutte, politico olandese
- 14 febbraio - Ernest Tapai, ex calciatore e ex giocatore di calcio a 5 australiano
- 14 febbraio - Alessandra Zambelli, ex pallavolista italiana
- 15 febbraio - Jane Child, cantante canadese
- 15 febbraio - Ken Frost, ex pistard danese
- 15 febbraio - Hitomi, doppiatrice giapponese
- 15 febbraio - Vittorio Insanguine, ex calciatore italiano
- 15 febbraio - Syed Kamall, politico britannico
- 15 febbraio - George Karrys, ex giocatore di curling canadese
- 15 febbraio - Federica Lucisano, produttrice cinematografica italiana
- 15 febbraio - Maximilian Sciandri, dirigente sportivo e ciclista su strada italiano
- 15 febbraio - Trond Egil Soltvedt, ex calciatore norvegese
- 16 febbraio - Henrik Forsberg, ex sciatore nordico svedese
- 16 febbraio - A Guy Called Gerald, produttore discografico e disc jockey inglese
- 16 febbraio - Shun'ichi Ikenoue, ex calciatore giapponese
- 16 febbraio - Johnny Keur, ex giocatore di calcio a 5 olandese
- 16 febbraio - Gary Leonard, ex cestista statunitense
- 16 febbraio - Laura Mattarella, avvocata italiana
- 16 febbraio - Eluned Morgan, baronessa Morgan di Ely, politica gallese
- 16 febbraio - Gaby Nestler, ex fondista tedesca orientale
- 16 febbraio - Venanzio Postiglione, giornalista italiano
- 17 febbraio - Manfred Baumann, pilota motociclistico austriaco
- 17 febbraio - Dominique Canti, ex velocista sammarinese
- 17 febbraio - Gary Fleming, ex calciatore nordirlandese
- 17 febbraio - Joe Greene, ex lunghista statunitense
- 17 febbraio - Mike Higgins, ex cestista statunitense
- 17 febbraio - Nicole Mitchell, flautista, cantante e compositrice statunitense
- 17 febbraio - Chanté Moore, cantante statunitense
- 17 febbraio - Roman Pivarník, allenatore di calcio e ex calciatore slovacco
- 17 febbraio - Arianna Secondini, giornalista italiana
- 17 febbraio - Roberto Sighel, ex pattinatore di velocità su ghiaccio italiano
- 18 febbraio - Roberto Baggio, ex calciatore italiano
- 18 febbraio - Harry Van Barneveld, ex judoka belga
- 18 febbraio - Pole, musicista tedesco
- 18 febbraio - Paolo Calissano, attore e conduttore televisivo italiano († 2021)
- 18 febbraio - Colin Jackson, ex ostacolista e velocista britannico
- 18 febbraio - Marco Aurélio Cunha dos Santos, ex calciatore brasiliano
- 18 febbraio - Laurent Tirard, regista, sceneggiatore e critico cinematografico francese († 2024)
- 19 febbraio - Alexander Baburin, scacchista sovietico
- 19 febbraio - Francesco Forlani, scrittore italiano
- 19 febbraio - Park Jung-bae, calciatore sudcoreano († 2017)
- 19 febbraio - Benicio del Toro, attore e produttore cinematografico portoricano
- 20 febbraio - Paul Accola, ex sciatore alpino svizzero
- 20 febbraio - Christer Allgårdh, ex tennista svedese
- 20 febbraio - Emidio Clementi, musicista e scrittore italiano
- 20 febbraio - Kurt Cobain, cantautore e chitarrista statunitense († 1994)
- 20 febbraio - Shawn Collins, ex giocatore di football americano statunitense
- 20 febbraio - Dănuț Dobre, ex canottiere rumeno
- 20 febbraio - Louis Ferreira, attore portoghese
- 20 febbraio - Ferial Haffajee, giornalista sudafricana
- 20 febbraio - David Herman, attore, comico e doppiatore statunitense
- 20 febbraio - Barnaby Holm, attore statunitense
- 20 febbraio - Eduardo Iturralde González, ex arbitro di calcio spagnolo
- 20 febbraio - Paweł Mąciwoda, bassista polacco
- 20 febbraio - Spyros Maragkos, ex calciatore greco
- 20 febbraio - Nenad Maslovar, ex calciatore jugoslavo
- 20 febbraio - Mike Milligan, ex calciatore irlandese
- 20 febbraio - Andrew Shue, attore e ex calciatore statunitense
- 20 febbraio - Chris Singleton, ex giocatore di football americano statunitense
- 20 febbraio - Lili Taylor, attrice statunitense
- 20 febbraio - Broderick Thomas, ex giocatore di football americano canadese
- 20 febbraio - Conka Vajsilova, ex cestista bulgara
- 21 febbraio - José Miguel Antúnez, ex cestista spagnolo
- 21 febbraio - Leroy Burrell, ex velocista statunitense
- 21 febbraio - Sari Essayah, politica e ex marciatrice finlandese
- 21 febbraio - Nitin Ganatra, attore keniota
- 21 febbraio - John Jughead, chitarrista statunitense
- 21 febbraio - Silke Knoll, ex velocista tedesca
- 21 febbraio - Patrick Lodewijks, allenatore di calcio e ex calciatore olandese
- 21 febbraio - Phạm Hoài Nam, ammiraglio e politico vietnamita
- 21 febbraio - Maura Paparo, ballerina e coreografa italiana
- 21 febbraio - Oleg Šatunov, allenatore di pallavolo e ex pallavolista russo
- 21 febbraio - Telīs Tsigkīs, ex calciatore cipriota
- 22 febbraio - Paolo Baltaro, polistrumentista, arrangiatore e produttore discografico italiano
- 22 febbraio - Steve Broussard, ex giocatore di football americano statunitense
- 22 febbraio - Paul Cook, allenatore di calcio e ex calciatore inglese
- 22 febbraio - Dmitrij Dedov, magistrato russo
- 22 febbraio - Avi Gabbay, politico e imprenditore israeliano
- 22 febbraio - Herwig Gössl, arcivescovo cattolico tedesco
- 22 febbraio - Paul Lieberstein, sceneggiatore, produttore televisivo e attore statunitense
- 22 febbraio - Alf Poier, comico e cantante austriaco
- 22 febbraio - Pietro Scarduzio, allenatore di pallavolo italiano
- 22 febbraio - Thomas Westphal, politico tedesco
- 23 febbraio - Velimir Andrejić, allenatore di calcio a 5 e ex giocatore di calcio a 5 serbo
- 23 febbraio - Tetsuya Asano, allenatore di calcio e ex calciatore giapponese
- 23 febbraio - Francesco Battistoni, politico italiano
- 23 febbraio - Fabrizio Bertot, politico italiano
- 23 febbraio - Alan Gilbert, direttore d'orchestra statunitense
- 23 febbraio - Nonato, ex calciatore brasiliano
- 23 febbraio - Anita Olęcka, ex cestista polacca
- 23 febbraio - Pascale Piera, magistrata e politica francese
- 23 febbraio - Lee Pomeroy, bassista britannico
- 23 febbraio - Steve Stricker, golfista statunitense
- 23 febbraio - Guglielmo Vaccaro, politico italiano
- 23 febbraio - Chris Vrenna, musicista statunitense
- 24 febbraio - Gigi D'Alessio, cantautore e produttore discografico italiano
- 24 febbraio - Maciej Freimut, ex canoista polacco
- 24 febbraio - Anacleto Jiménez, ex mezzofondista spagnolo
- 24 febbraio - Lee Young-sang, ex calciatore sudcoreano
- 24 febbraio - Ljupčo Markovski, allenatore di calcio e ex calciatore macedone
- 24 febbraio - Brian P. Schmidt, fisico statunitense
- 24 febbraio - Fernando Tejero, attore spagnolo
- 25 febbraio - Jenny Byrne, ex tennista australiana
- 25 febbraio - Louise Field, ex tennista australiana
- 25 febbraio - Daniel Glazman, programmatore francese
- 25 febbraio - Julio Granda Zúñiga, scacchista peruviano
- 25 febbraio - Kevin Keen, allenatore di calcio e ex calciatore inglese
- 25 febbraio - Roberto La Barbera, atleta paralimpico italiano
- 25 febbraio - Nick Leeson, banchiere britannico
- 25 febbraio - Alberto López Moreno, ex calciatore spagnolo
- 25 febbraio - Gabriele Mehl, ex canottiera tedesca
- 25 febbraio - Géza Mészöly, ex calciatore ungherese
- 25 febbraio - Tommaso Pellizzari, giornalista italiano
- 25 febbraio - Paul Wulff, ex giocatore di football americano e allenatore di football americano statunitense
- 26 febbraio - Roberta Cardarelli, giornalista, produttrice televisiva e produttrice cinematografica italiana
- 26 febbraio - Currie Graham, attore canadese
- 26 febbraio - Artūras Kasputis, dirigente sportivo, ex ciclista su strada e pistard lituano
- 26 febbraio - Kazuyoshi Miura, calciatore giapponese
- 26 febbraio - Giuseppe Porzio, ex pallanuotista e allenatore di pallanuoto italiano
- 26 febbraio - Rainer Rauffmann, allenatore di calcio e ex calciatore tedesco
- 26 febbraio - Song Ju-seok, ex calciatore sudcoreano
- 26 febbraio - Daniele Vicari, regista e sceneggiatore italiano
- 27 febbraio - Gerardo Catena, carabiniere italiano († 1991)
- 27 febbraio - Teresa Del Vecchio, attrice italiana
- 27 febbraio - Jonathan Ive, progettista britannico
- 27 febbraio - Volkan Konak, cantante turco († 2025)
- 27 febbraio - Dănuț Lupu, ex calciatore rumeno
- 27 febbraio - Andrea Pellizzari, disc jockey, conduttore televisivo e editore musicale italiano
- 27 febbraio - Dmitrij Popov, ex calciatore sovietico
- 28 febbraio - Charles Rahi Chun, attore statunitense
- 28 febbraio - Colin Cooper, allenatore di calcio e ex calciatore inglese
- 28 febbraio - Antone Davis, ex giocatore di football americano statunitense
- 28 febbraio - Gălăb Donev, politico bulgaro
- 28 febbraio - Todd Haley, allenatore di football americano statunitense
- 28 febbraio - Tim Hatley, costumista e scenografo britannico
- 28 febbraio - Luca Jurman, cantante, musicista e arrangiatore italiano
- 28 febbraio - Dragoș Neagu, ex canottiere rumeno
- 28 febbraio - Stanley Richard, ex giocatore di football americano statunitense
- 28 febbraio - Terry Rymer, pilota motociclistico britannico
- 28 febbraio - Carlos Slim Domit, imprenditore e filantropo messicano
- 28 febbraio - Nadir Şükürov, ex calciatore azero